# Konrad Pokojski
Konrad Tomasz Pokojski OFM (ur. 29 grudnia 1809 w Mikołajki koło Nowego Miasta Lubawskiego, zm. 13 marca 1885 w Jutrosinie) – polski kapłan, franciszkanin, minister prowincjalny Prowincji Niepokalanego Poczęcia NMP w Prusach i w Wielkim Księstwie Poznańskim w latach 1861–1864.

## Życiorys
O. Konrad Pokojski przyszedł na świat we wsi Mikołajki pod Nowym Miastem Lubawskim 29 grudnia 1809. Podstawowe wykształcenie przed wstąpieniem do franciszkanów zdobył w Nowym Mieście Lubawskim. Do Zakonu Braci Mniejszych − franciszkanów − wstąpił w lutym 1829 w klasztorze w Żurominie (Pruska Prowincja Reformatów pw. Wniebowzięcia NMP). Tam też odbył nowicjat i złożył pierwsze śluby zakonne. Wykształcenie średnie uzupełnił w Zarębach Kościelnych. Następnie studiował filozofię we Włocławku oraz teologię w Płocku (1831–1835). Śluby uroczyste złożył w Płocku 20 stycznia 1832, święcenia kapłańskie przyjął tego samego dnia w 1833.
Następnie pracował duszpastersko we Włocławku i Zarębach Kościelnych. W latach 1843–1845 był kaznodzieją katedralnym we Włocławku. Później pracował w Płocku i Żuraminie. W latach 1846–1849 był sekretarzem prowincji. Od 1849–1853 był członkiem wspólnoty konwentu w Łąkach Bratiańskich. Od 1853 był magistrem nowicjatu w Miejskiej Górce na Goruszkach. W 1854 został przełożonym klasztoru w Poznaniu. Gdy dekretem In regimine universi Ordinis z 12 maja 1855 generał zakonu Wenanty z Celano powołał do istnienia Prowincję Niepokalanego Poczęcia NMP w Prusach i w Wielkim Księstwie Poznańskim, o. Laskowski został ustanowiony jednym z jej definitorów prowincjalnych. Pełnił ten urząd aż trzykrotnie: 1855-1858, 1858-1861 i 1870–1873. W latach 1855–1857 należał do wspólnoty minoryckiej klasztoru wejherowskiego, w 1856 zostając jego gwardianem. W następnych latach był w klasztorach w Miejskiej Górce, Łąkach Bratiańskich i ponownie w Wejherowie.
Kapituła prowincjalna 2 września 1861 wybrała go prowincjałem. Rezydował w Wejherowie. W czerwcu 1862 uczestniczył w kapitule generalnej w Rzymie. Od 1865 do 1871 przebywał w klasztorze w Osiecznej. W latach 1871–1875 mieszkał w Miejskiej Górce na Goruszkach, będąc archiwistą prowincjalnym.
Po kasacie zakonów w Prusach w 1875 opuścił klasztor i zamieszkał w Jutrosinie, gdzie zmarł 13 marca 1885.